# Javi Chica
Francisco Javier Chica Torres, deportivamente conocido deportivamente como Chica (Barcelona, España, 17 de mayo de 1985) es un exfutbolista y entrenador de fútbol español. Jugaba como Lateral derecho y actualmente dirige al Real Club Deportivo Espanyol "B" del Grupo III de la Segunda División RFEF.

## Trayectoria

### Como jugador
La campaña 2006/07, todavía con ficha del filial, disputó la pretemporada con el primer equipo españolista, con el que debutó en partido oficial el 5 de septiembre de 2006, en la final de la Copa Cataluña ganada ante el FC Barcelona. Poco después, el 28 de septiembre de ese año, Ernesto Valverde le hizo debutar en la Copa de la UEFA ante el FC Artmedia Bratislava, en un partido en el que sirvió una asistencia de gol a Pandiani. Finalmente, el 15 de octubre de 2006, le llegó la oportunidad de estrenarse en Primera División; contra el Villarreal en El Madrigal, en un partido que acabó con el resultado de 0-0.
En total, la temporada 2006/07 participó en 27 partidos de liga y 10 de la Copa de la UEFA, en la que los periquitos se proclamaron subcampeones. La siguiente campaña Chica dio el salto definitivo con un contrato profesional en el primer equipo, y se le asignó el dorsal número 2.
En la temporada 2009/2010 empezó suplente debido a la llegada de Iván Pillud pero a los dos meses de competición le arrebató la titularidad en el lateral derecho haciéndose titular indiscutible y siendo uno de los jugadores más importantes del equipo hasta su lesión en la jornada 35 contra la UD Almería.
En verano de 2011 tras finalizar su vinculación con el RCD Espanyol, Chica fichó por el Real Betis Balompié de España, siendo el primer fichaje de dicho club para la temporada 2011/2012, la de su vuelta a la élite.
Tras 3 temporadas en el club verdiblanco el jugador rescindió el contrato que le unía con los béticos fichando por el Real Valladolid operación que se confirmó el 9 de julio de 2014.
En el 2017 y tras seis meses sin equipo y entrenándo en solitario, Javi Chica ficha por el  UE Llagostera, del grupo III de Segunda B, pero apenas unos días después es fichado por el equipo portugués Estoril Praia de la Primeira Liga.
Sin embargo, tras no materializarse el acuerdo, acaba volviendo a la UE Llagostera.
Para la temporada 2018-19, tras el descenso de la UE Llagostera ficha por la FE Grama de la Tercera División de España, club en el que se retiraría al final de la temporada.

#### Selección nacional
Ha sido internacional en las categorías inferiores con las selecciones sub-20, sub-19, sub-18 y sub-17. Con la sub-19 fue campeón de Europa en 2004 y con la sub-18 se proclamó campeón de la Meridian Cup en 2003.

### Como entrenador
Tras colgar las botas en 2019, comenzó su carrera de entrenador en la temporada 2019-2020 como segundo de Moisés Hurtado en el Juvenil B del RCD Espanyol. 
En la temporada 2020-21, dirigió solo unos meses al Cadete B, ya que en febrero de 2021 tomó las riendas del Juvenil B hasta el término de la temporada 2022-23.
En la temporada 2023-24, Chica asume el banquillo del Juvenil A del RCD Espanyol con el que disputaría la final de la Copa del Rey Juvenil.
El 12 de marzo de 2024, tras la llegada al primer equipo de Manolo González, es nombrado entrenador del Real Club Deportivo Espanyol "B" del Grupo III de la Segunda División RFEF.

## Clubes

### Como jugador
| Club                      | País   | Año       | Partidos | Goles |
| ------------------------- | ------ | --------- | -------- | ----- |
| RCD Espanyol B            | España | 2003-2011 | 40       | 0     |
| RCD Espanyol              | España | 2003-2011 | 136      | 3     |
| Real Betis Balompié       | España | 2011-2014 | 63       | 2     |
| Real Valladolid           | España | 2014-2016 | 60       | 0     |
| Unió Esportiva Llagostera | España | 2017-2018 | 47       | 0     |
| FE Grama                  | España | 2018-2019 |          |       |

### Como entrenador
| Club                         | País   | Año             |
| ---------------------------- | ------ | --------------- |
| RCD Espanyol B (Fútbol Base) | España | 2019-2021       |
| RCD Espanyol B (Juvenil "B") | España | 2021-2023       |
| RCD Espanyol B (Juvenil "A") | España | 2023-2024       |
| RCD Espanyol B               | España | 2024-actualidad |

## Palmarés

### Campeonatos nacionales
| Título               | Club                   | País   | Año  |
| -------------------- | ---------------------- | ------ | ---- |
| Copa del Rey Juvenil | RCD Espanyol Juvenil A | España | 2003 |
| Copa del Rey Juvenil | RCD Espanyol Juvenil A | España | 2004 |
| Copa Cataluña        | RCD Espanyol           | España | 2006 |

### Torneo internacionales
| Título          | Equipo           | País   | Año  |
| --------------- | ---------------- | ------ | ---- |
| Meridian Cup    | Selección Sub-18 | España | 2003 |
| Eurocopa Sub-19 | España Sub-19    | Suiza  | 2004 |

### Otros campeonatos oficiales
| Título        | Club         | País   | Año  |
| ------------- | ------------ | ------ | ---- |
| Copa Cataluña | RCD Espanyol | España | 2010 |